# Galumnella woschitzi
Galumnella woschitzi är en kvalsterart som beskrevs av Balogh 1970. Galumnella woschitzi ingår i släktet Galumnella och familjen Galumnellidae. Inga underarter finns listade i Catalogue of Life.